# Nederland op het Eurovisiesongfestival 1959
Nederland deed mee aan het Eurovisiesongfestival 1959, dat werd gehouden in Cannes, Frankrijk.

## Nationaal Songfestival 1959

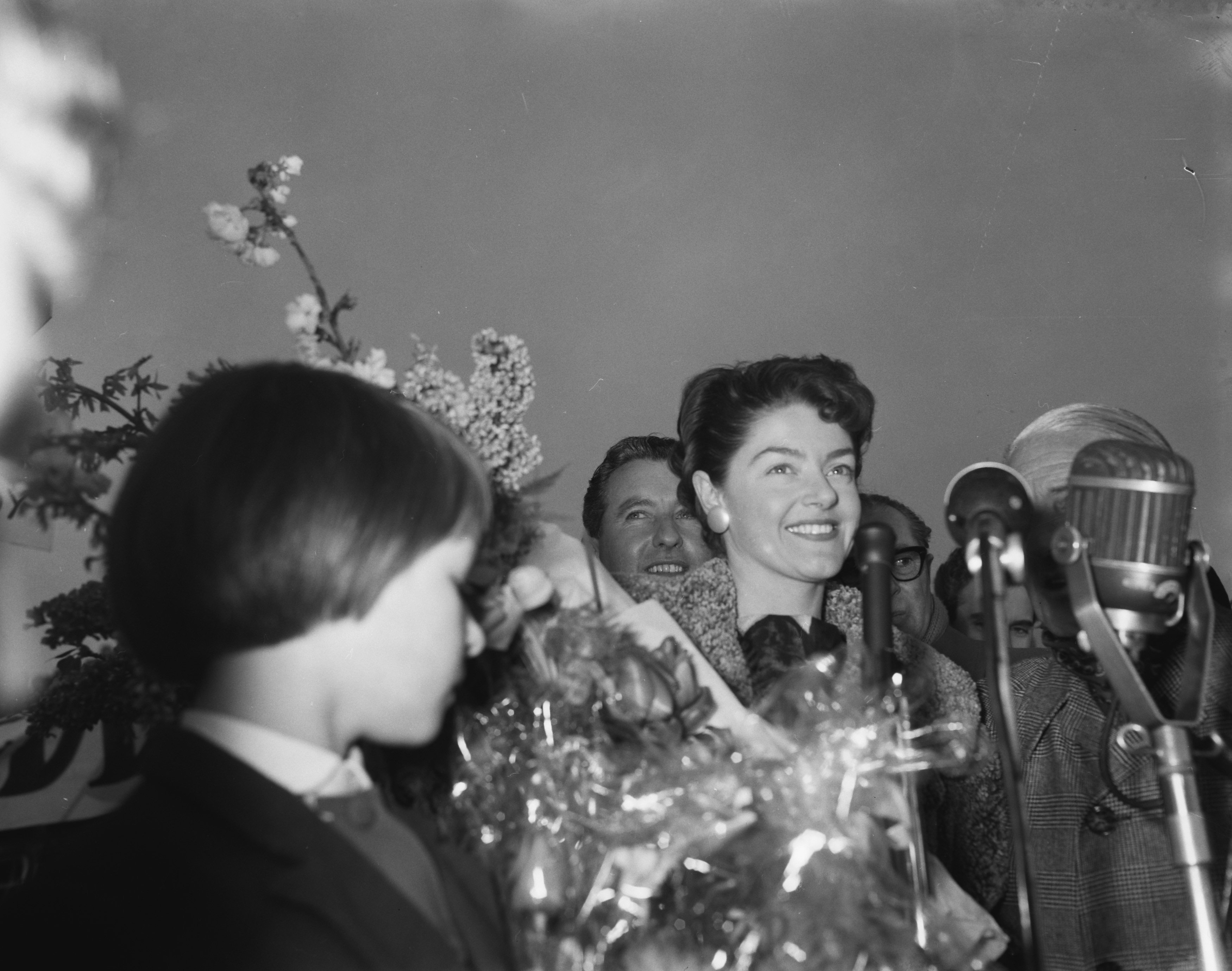
Aankomst Teddy Scholten op Schiphol na het winnen van het Eurovisiesongfestival

De Nederlandse inzending werd gekozen via het Nationaal Songfestival, dat werd uitgezonden door de NTS op radio en televisie. Er waren acht liedjes geselecteerd, die elk door verschillende artiesten werden uitgevoerd. Aan de avond werd deelgenomen door onder anderen Corry Brokken, Greetje Kauffeld, Teddy Scholten en John de Mol sr. De jury koos voor Scholten met haar uitvoering van het nummer 'n Beetje, geschreven door Willy van Hemert en Dick Schallies.

## In Cannes
Aan het Eurovisiesongfestival in het Palais Croisette in Cannes namen 11 landen deel. Teddy Scholten mocht als vijfde het podium betreden. Het arrangement van haar lied was aangepast voor het optreden met een groot orkest, onder leiding van Dolf van der Linden. 'n Beetje kreeg punten van de jury's van Italië (7 punten), Monaco (1 punt), Duitsland (2 punten), Oostenrijk (3 punten), Verenigd Koninkrijk (1 punt), België (3 punten) en ten slotte van Frankrijk (4 punten) en behaalde daarmee de meeste punten en zo de overwinning van de vierde editie van het Eurovisiesongfestival. Scholten was na Corry Brokken de tweede, die voor Nederland het Eurovisiesongfestival won. 
1956 · 1957 · 1958 · 1959 · 1960 · 1961 · 1962 · 1963 · 1964 · 1965 · 1966 · 1967 · 1968 · 1969 · 1970 · 1971 · 1972 · 1973 · 1974 · 1975 · 1976 · 1977 · 1978 · 1979 · 1980 · 1981 · 1982 · 1983 · 1984 · 1985 · 1986 · 1987 · 1988 · 1989 · 1990 · 1991 · 1992 · 1993 · 1994 · 1995 · 1996 · 1997 · 1998 · 1999 · 2000 · 2001 · 2002 · 2003 · 2004 · 2005 · 2006 · 2007 · 2008 · 2009 · 2010 · 2011 · 2012 · 2013 · 2014 · 2015 · 2016 · 2017 · 2018 · 2019 · 2020 · 2021 · 2022 · 2023 · 2024 · 2025